# DDR-Meisterschaften im Biathlon 1959
Die DDR-Meisterschaften im Biathlon wurden 1959 zum 2. Mal ausgetragen und fanden in Klingenthal statt. DDR-Meister wurde erneut Cuno Werner, die Mannschaftswertung gewann die I. Mannschaft des ASK Vorwärts Oberhof.

## 20-km-Einzelrennen
| Platz | Sportler         | Mannschaft            | Zeit (h) |
| ----- | ---------------- | --------------------- | -------- |
| 1     | Cuno Werner      | ASK Vorwärts Oberhof  | 2:16:24  |
| 2     | Erich Lindenlaub | SC Dynamo Klingenthal | 2:27:18  |
| 3     | Heiner Giert     | SG Dynamo Zinnwald    | 2:29:31  |

## Mannschaftswertung
| Platz | Mannschaft              | Sportler                                           | Zeit (h) |
| ----- | ----------------------- | -------------------------------------------------- | -------- |
| 1     | ASK Vorwärts Oberhof I  | Cuno Werner Kurt Hinze Wolfgang Poller Hansi König | 10:13:56 |
| 2     | SC Dynamo Klingenthal I |                                                    | 10:30:56 |
| 3     | SG Dynamo Zinnwald      |                                                    | 10:31:01 |